# ISO 3166-2:JE
ISO 3166-2:JE — стандарт Международной организации по стандартизации, который определяет геокоды. Является подмножеством стандарта ISO 3166-2, относящимся к Джерси. Стандарт охватывает остров Джерси. Геокод состоит из: кода Alpha2 по стандарту ISO 3166-1 для Джерси — JE. Джерси является коронным владением британской короны Великобритании. Геокод являются подмножеством кода домена верхнего уровня — JE, присвоенного Джерси в соответствии со стандартами ISO 3166-1.

## Геокоды Джерси
| Название | Alpha2 | Alpha3 | цифровой | Геокод по ISO 3166-2 | Статус                              |
| -------- | ------ | ------ | -------- | -------------------- | ----------------------------------- |
| Джерси   | JE     | JEY    | 832      | не определён         | коронное владение британской короны |

## Пограничные Джерси государства
- Великобритания — ISO 3166-2:GB (на севере (морская граница)).
- Франция — ISO 3166-2:FR (на западе, на юге (морская граница)).